# Rustenus Heer
Rustenus Heer auch Rusten Heer, geboren als Christian Herr (* 19. April 1715 in Klingnau; † 1769 in St. Blasien) war ein Benediktiner, Priester, Bibliothekar und Historiker.

## Leben
Rustenus Heer erhielt seine Ausbildung in St. Blasien, wurde 1733 zur Profess zugelassen und 1738 zum Priester geweiht. 1740 wurde er zum Bibliothekar ernannt. Mit Pater Marquard Herrgott arbeitete er zusammen an der Herausgabe von Geschichtswerken. In der Propstei Bad Krozingen besuchte sie auch Johann Daniel Schöpflin. Nach dem Tod des Propstes Herrgott verließ auch Heer Krozingen und übernahm die Pfarrei Nöggenschwiel, hier erholte er sich gut und arbeitete an der Herausgabe der Taphographia weiter. Er bekam mit Johann Baptist Haas einen hervorragenden Kupferstecher und eine Presse sowie einen Boten, der täglich die Manuskripte zwischen der Druckerei im Kloster St. Blasien und Nöggenschwiel transferierte. An den Historiker Andreas Lamey schrieb er, dass alles gut vonstattenginge, und erbat sich Rübensamen zur Aussaat. Unter Abt Martin Gerbert gelang ihm die Herausgabe des Werkes der Taphographia austriaca. Die mühsam erarbeiteten ersten Werke gingen bei dem Klosterbrand von 1768 verloren. Einen Ruf als Kaiserlich-Königlicher Rat und Hofhistoriograph lehnte er ab und wurde 1766 nach Bonndorf als Oberpfleger berufen. Auf Dekret wurde die Taphographia erneut herausgegeben. Dies war der Höhepunkt, den er noch erleben durfte. Bald aber nach dieser ehrenden Zustellung wurde Pater Rusten vom Tode ereilt, um die Mitte des Jahres 1769, im besten Mannesalter von 54 Jahren.

## Werke

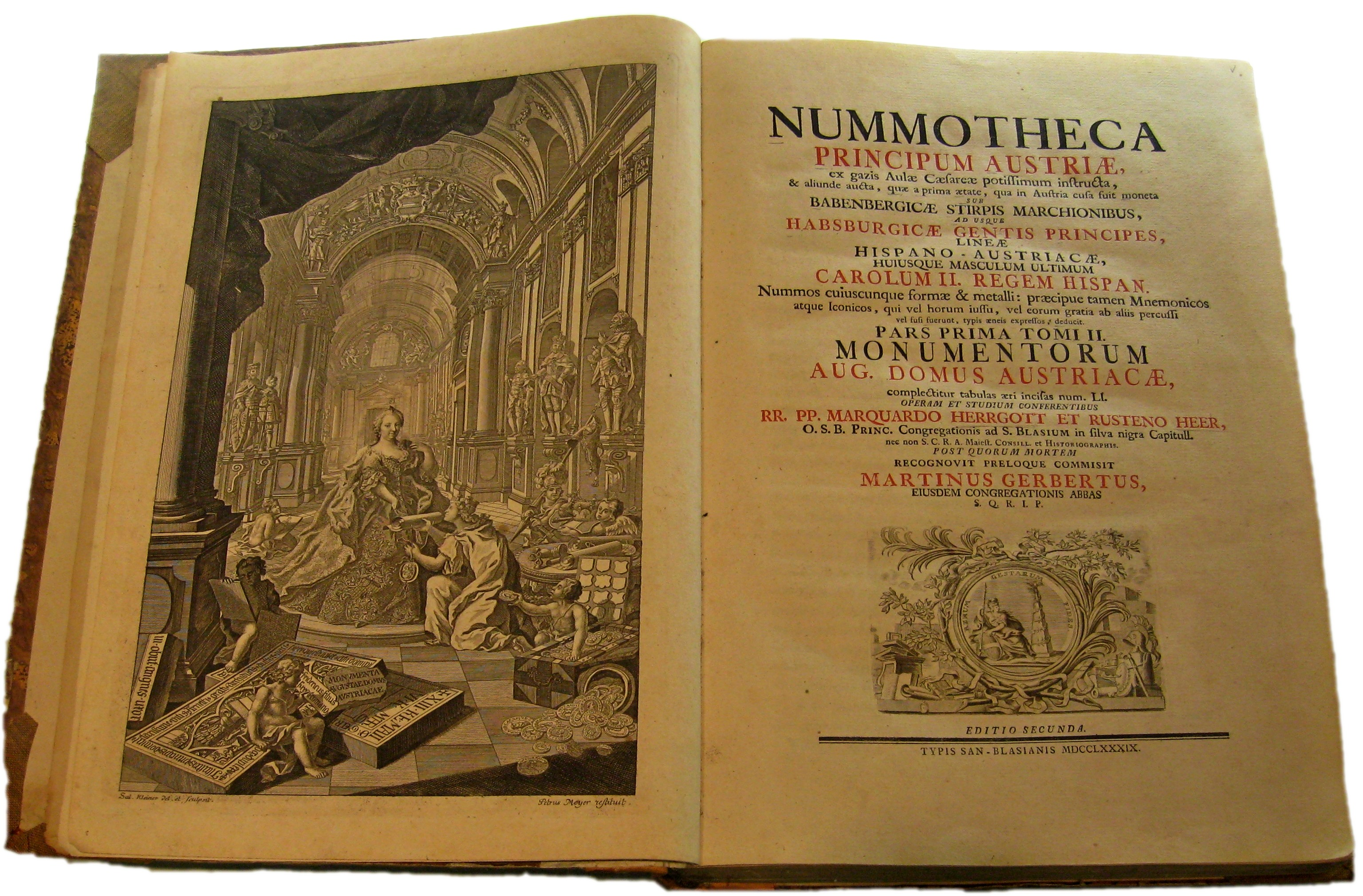
Buch aus der Klosterdruckerei Sankt Blasien, Marquard Herrgott und Rustenus Heer, Nummotheca principum Austriae, 2. Auflage St. Blasien, Band 2, Teil 1, 1789

- Dissertatio de literarum studiis in monasterio S. Blasii magis magisque promovendis. Handschrift unbekannten Datums
- Anonymus Murensis denudatus et ad locum suum restitutus, sive Acta fundationis monasterii Murensis denuo examinata. Accessit Chronicon Bürglense. Friburgi Brisgoviae 1755
- Taphographia principum Austriae (Monumentorum tom. IV. et ultimus), nach dem Tode P. Heers durch den Fürstabt wiederhergestellt und bis auf seine Zeit fortgesetzt. Typis S. Blasianis